# Хватов-Завод
 Хватов-Завод — село в Смоленской области России, в Вяземском районе. Расположена в восточной части области в 33 км к югу от районного центра, в 2,5 км западнее железнодорожной станции Годуновка на линии Вязьма-Сухиничи, на берегу реки Дебря (бассейн Угры). Население — 213 жителей (2007 год). Административный центр Заводского сельского поселения.

## История
Известно как минимум с 1797 года, когда 27 октября указом императора Павла I надворному советнику Венедикту Фатову было пожаловано 25 пустошей из числа казённых земель Юхновского уезда Смоленской губернии, «к устроенной им фабрике кос». Право владения терялось в случае ликвидации фабрики, что и произошло уже в 1803 году. В 1811 году село отошло Н. А. Ковалёву, который переименовал его в Троицкое, однако новое название не прижилось и на картах осталось прежнее — Хватов Завод.

## Достопримечательности
- Мемориальная доска на доме, в котором в 1942 году был размещён подпольный госпиталь фельдшера Васильева А. Н. (расстрелян фашистами)[1][2].
- Памятное место, в котором в конце XVIII века был первый в России завод по производству кос-литовок.